# Ахмедзаде, Зульфугар Ахмед оглы
Зульфуга́р Ахмедзаде (Ахмед-заде, Ахмедзода́; тал. Zulfuğar Əhmədzodə, азерб. Zülfüqar Əhmədzadə; 14 июня 1898, Пенсар — 1 июня 1942, Мариинск) — талышский поэт, общественный и политический деятель, публицист, переводчик, лидер талышского национально-культурного возрождения в 1930-х годах.

## Биография
Зульфугар Ахмед оглы Ахмедзаде родился в 1898 году в селе Пенсар (ныне в Астаринском районе Азербайджана) в бедной крестьянской талышской семье. Родители, крепостные крестьяне (раияты) известного Мир Ахмед Хана Талышинского, занимались сельским хозяйством и имели небольшую чалтычную плантацию. В автобиографии Ахмедзаде рассказывает случай, когда стражники Мир Ахмед Хана Талышинского избили его отца-старика до бессознания из-за несвоевременной выдачи хану бахра. Родители умерли до Первой мировой войны.
В 9 лет, по инициативе своего отца был устроен у сельского учителя, где учился 2 года и научился читать, писать и говорить на персидском языке. В 1913—1914 годах окончил сельскую школу (мектаб) на персидском языке в родном селении Пенсар, научился говорить и писать по-персидски, приступил к изучению арабского языка. В 1916—1917 годах окончил 2-х классную сельскую школу также в селении Пенсар. Имея колоссальное желание к учению, поехал в Ленкорань и поступил там в 1-ю группу школы. Когда перешёл во 2-ю группу, то скончался отец и он оставил обучение и принялся за сельское хозяйство. Работал таким образом в течение 2-х лет в сельском хозяйстве. В 12 лет проявилась способность к рисованию и стихотворству. Увидев такую способность, друг отца, житель города Ленкорани, гражданин Абульфас Гасанов, уговорил оставить сельское хозяйство и заняться торговлей. Он взял его компаньоном к себе и дал денег. С этими деньгами Ахмедзаде начал торговать и продолжал это дело 1 год, но будучи молодым и неопытным, и не имея большого интереса к торговле, он не только не зарабатывал, но даже истратил имеющиеся средства. В то же время в селе находился один учитель, по происхождению русский, Ахмедзаде поступил к нему и в течение 4-х месяцев учился русскому языку.

### Партийная деятельность
В 1916 году когда ему было 19 лет, вступил в партию «Адалят» Ленкоранской организации, в качестве агитпропагандиста и работал в окрестных сёлах города Ленкорани. Большею частью работал в своём селе. Работая таким образом всячески старался привлечь общественное мнение на сторону партии «Адалят» и агитировал к борьбе против власти ханов и беков. Вел активную большевистскую агитацию в талышских деревнях. В мае 1919 года, когда контрреволюционная банда второй раз взяла село Пенсар, они разгромили его имущество, сожгли дом и убили (отрезали голову) его брату Джабраилу Ахмедзаде. В августе 1919 года, когда мусаватская армия с контрреволюционными бандами вступила в город Ленкорань, Зульфугар неоднократно подвергался избиениям.
После написания фельетона под заглавием «Mənə nə» («Что мне») разоблачающие мусаватских приставов, офицеров (забитов), ханов, беков и партию мусавата, был сильно избит одним из мусаватских забитов Эюбом Эфенди накануне Бакинской операции, когда Ахмедзаде работал в подпольной организации «Гуммет» АКП(б) в Ленкорани. Вступил в партию с помощью товарища Калантарова Муталлиба, который знал его в период 1917—1918 как молодого революционера. В подполье выполнял агитационную работу среди трудящихся талышей.

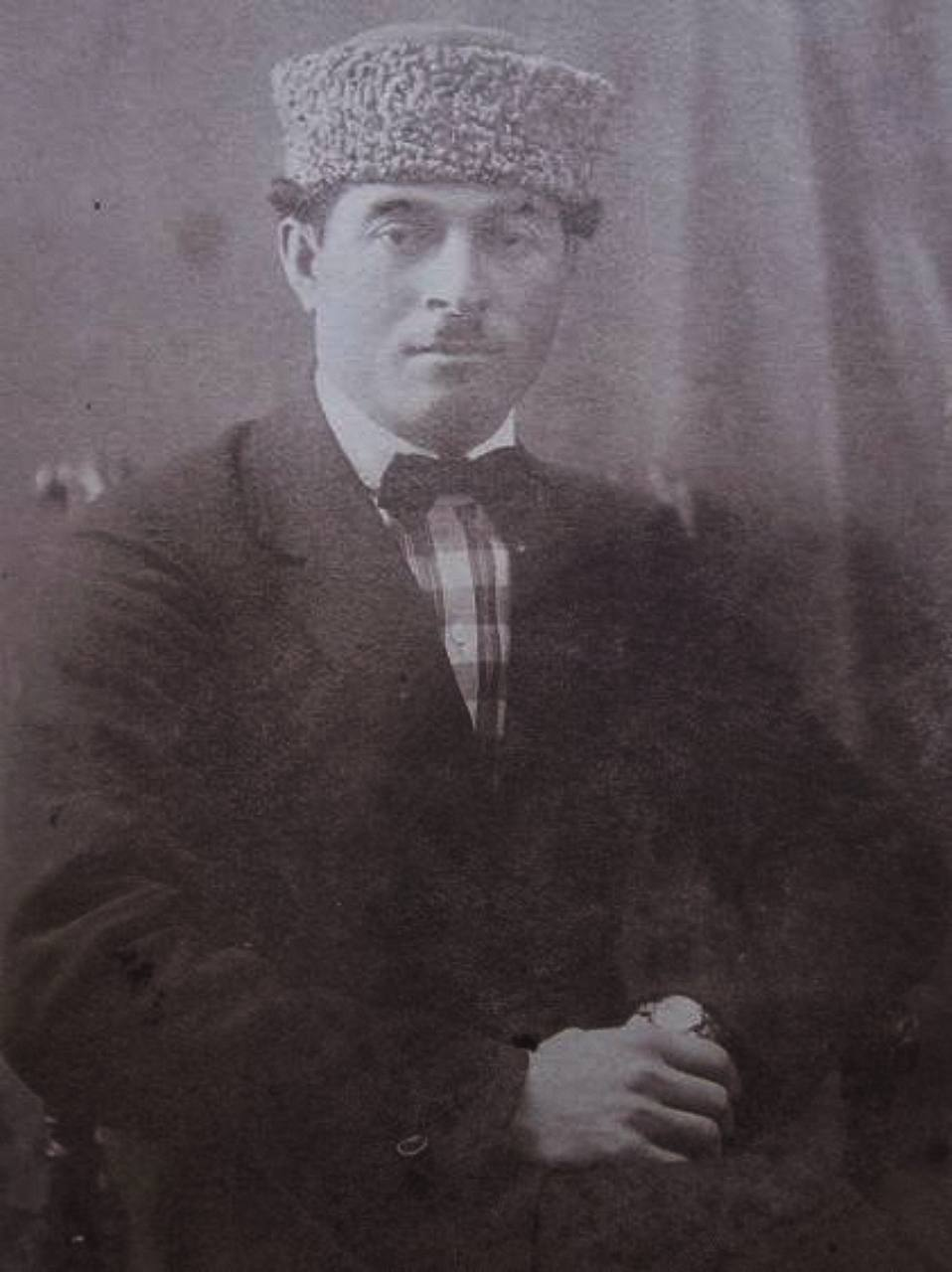
Ахмедзаде в конце 1920-х

После провозглашения ССРА поступил учителем в своём селе Пенсар и вёл работу в коммунистической ячейке в качестве председателя ячейки. В период с 1920 по 1921 год принимал вооружённое участие против контрреволюционных банд в Астаринском и Ленкоранском районах. В 1920—1921 учебном году устроился в Астраханбазарскую школу Ленкоранского уезда, в качестве заведующего школой. По окончании учебного года был мобилизован партией и назначен ответственным инструктором 4-го дайрапарткома Ленкорани. До этого в 1920 году окончил 3-х месячные педагогические курсы в Ленкорани и в то время, являясь ответственным инструктором, поступил на 6-ти месячные педагогические курсы в Ленкорани и окончил их. В конце 1921 года был назначен уполномоченным по борьбе с бандитами и работал в исполкоме. В 1922—1923 годах вёл усиленную борьбу с бандитами в горах, разоружал и ловил их. Вёл обязанность председателя дейрамисполкома в Зуванде. В 1924 году был заведующим земельным отделом при Ленкоранском УИКе, в 1925 году заведовал УОНО Ленкоранского уезда. 1 августа 1926 года был командирован в Курдистанский уезд и назначен заведующим ОВУ.
В 1930 году окончил II курс заочного педагогического института, затем поступил в Аз. ГНИИ на отделение языка и литературы, откуда в конце 1 курса был мобилизован.
По профессии был учителем, заведовал отделом по национальным меньшинствам издательства «Азернешр».
В 1918 году стал членом организации «Гуммат», а в 1919 году вступил в партию большевиков и в 1920—1938 годах занимал ряд правительственных должностей:
- До 1920 года занимался сельским хозяйством. С октября 1920 года работал в качестве председателя коммунистической ячейки в селе Пенсар, Астаринского района и там же преподавал;
- 01.1921—09.1921 — ответственный инструктор учебного комитета города Ленкорани;
- 1920—1922 — председатель исполнительного комитета в селе Госмалион Лерикского района (Зуванд);
- 1922—1923 — глава земельного департамента в Ленкоранском районе;
- 03.1923—09.1924 — председатель Зувандского Учисполкома в Ленкоранском уезде;
- 09.1924—01.1925 — заведующий уездным Земотделом в Ленкорани;
- 01.1925—08.1925 — заведующий отделом народного образования Уисполкома в г. Ленкорани;
- 08.1925—09.1927 — заведующий отделом внутреннего управления, затем заместитель председателя Курдистанского Уисполкома в городе Лачине;
- 1923—1925 — начальник отдела образования Ленкоранского района;
- 09.1927—10.1928 — председатель Загатальского района;
- 10.1928—09.1929 — председатель Агдамского исполкома, потом остался там же заведующим оргом Карабахского Окрисполкома;
- 09.1929—03.1930 — инспектор Наркомпрома АССР в городе Баку;
- 03.1930—01.1931 — директором Талышского педагогического техникума и одновременно преподавал там же тюркскую литературу;
- 01.1931—05.1931 — глава исполкома родного Астаринского района Азербайджанской ССР;
- 05.1931—12.1931 — заместитель заведующего Орготделом Аз. ЦИКа в городе Баку.

В 1932 году выступая на собрании указал, что Коммунистическая партия Азербайджана долгое время возглавлялась не азербайджанцами и лишь 9 % азербайджанцев работают в ЦК, остальные — армяне, русские, евреи и грузины. За данное высказывание попал в немилость и был направлен работать в Армянскую ССР.
- 1932—1933 — председатель исполкома Вединского района Армянской ССР;
- 1933—1935 — возвращен в Азербайджан и работал заведующим отделом высших школ в Государственной комиссии по образованию Азербайджана;
- 09.1933—09.1934 — председатель Нацменсовета и член коллегии Наркомпроса АССР в городе Баку;
- 01.05.1934—19.03.1938 — начальник отдела по национальным меньшинствам издательства «Азернешр».

Партийность: член партии «Адалят» (1918—1919), член ВКП(б) (10.1919—06.1938), исключён в связи с арестом, был восстановлен посмертно 15 января 1957 года.

### Литературная деятельность

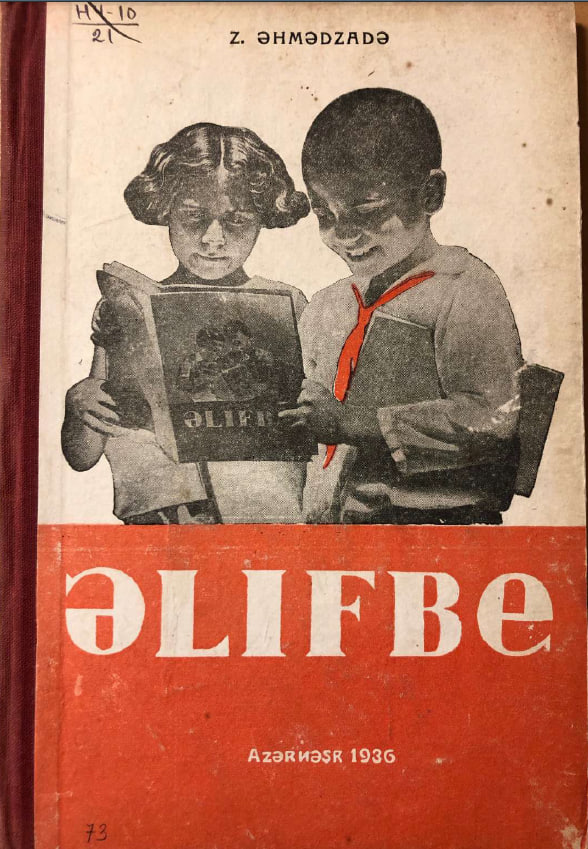
Азбука (Əlifbe) на талышском языке, 1936 год.jpg

С целью ликвидации неграмотности среди талышей в 1928 году на основе латинской графики был создан алфавит для талышского языка. В этот период были открыты школы на талышском языке, а в Ленкорани был организован Талышский педагогический техникум. Были написаны учебники для неполного среднего образования до 6 класса талышских школ. К концу 1920-х было наложено книгоиздание на талышском языке на базе бакинского издания «Азернешр», создан талышский театр. Особые заслуги в этом деле принадлежат Зульфугару Ахмедзаде, Музаффару Насирли, Гуламу Алекперову, благодаря деятельности которых в 1930-х годах были изданы азбука, школьные учебники и книги, посвящённые талышскому языку. В период с 1930 по 1938 год на талышском языке было издано много переводов художественной литературы, талышский язык был исследован и азербайджанскими языковедами.
В 1930-х годах при Азербайджанском государственном научно-исследовательском институте была открыта секция по изучению и развитию талышской культуры. При союзе азербайджанских писателей-пролетариев организован отдел талышских писателей-пролетариев с целью просветления талышских рабочих и колхозников.
В статье талышского исследователя Игбала Абилова указывается, что
из переводимой и создаваемой литературы на талышском языке можно выделить следующие основные группы: школьная и учебная литература (включая сборники художественной литературы, грамматику талышского, тюркского и русского языков для талышских школ), пропагандистские и официальные материалы (включая перевод советской конституции или речей И. В. Сталина, Л. П. Берии, В. М. Молотова на талышский язык), переводы азербайджанской, русской и мировой литературы (М. Ф. Ахундов, Д. Дефо, С. Я. Маршак, М. Сеидзаде, Ф. Шиллер, Дж. Лондон, И. С. Тургенев, А. П. Чехов), книги по санитарии, сельскому хозяйству и т. п. Отдельного внимания заслуживает сборник талышских песен, опубликованный известным фольклористом и журналистом Музаффаром Насирли (1902—1944). Многие из этих книг сохраняют свою актуальность и в наши дни.

### Арест и ссылка в Сибирь
После пленума ЦК, состоявшегося 6 июня 1937 года, накануне XIII съезда Компартии Азербайджана, где обсуждался вопрос о содержании предстоящего отчета ЦК съезду в числе других был затронут вопрос об «очищении азербайджанского языка». Один из участников обсуждения заговорил о необходимости «очищения татского языка». На что Мирджафар Багиров сказал — «Я думаю, пора перейти от татского, курдского, талышского языков к азербайджанскому языку. Наркомпрос должен проявить инициативу, все они азербайджанцы».
После данного пленума было принято решение об отходе от обучения на языках национальных меньшинств и переходе на азербайджанский язык. К 1936—1938 годам талышская интеллигенция была подвергнута репрессиям, талышские школы, театр и педагогический техникум закрыты, а издание книг и газет прекращено.

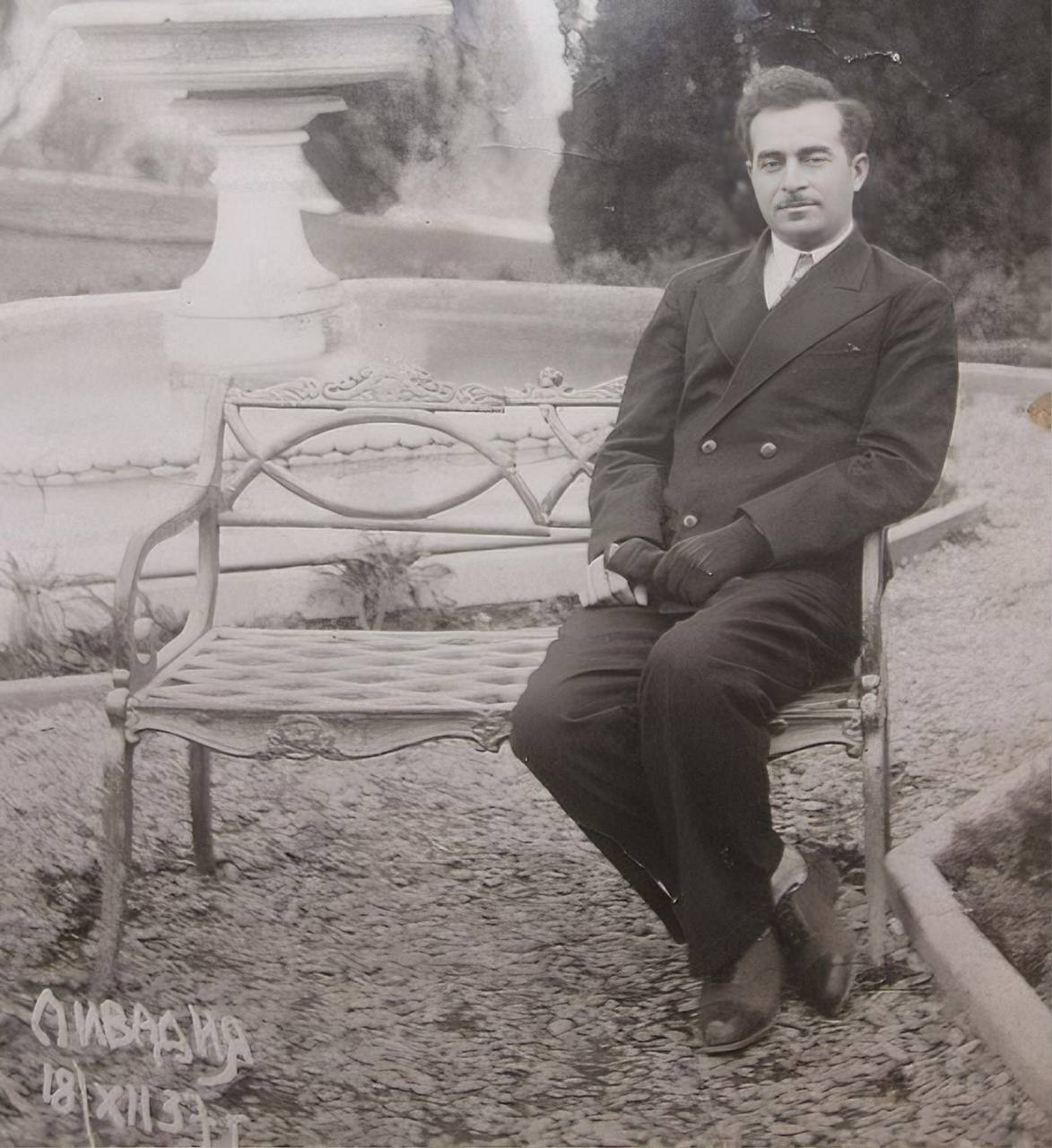
Ахмедзаде в Ливадии

Ахмедзаде вступил в конфликт с руководителем и первым секретарём ЦК коммунистической партии Азербайджанской ССР Багировым.
Бывший революционер Ширали Ахундов из деревни Гирдани Ленкоранского района (родом из деревни Разгов Лерикского района) имел контакты с Зульфугаром Ахмадзаде. Ахундова пытая заставили дать показания против Ахмедзаде (с его правой ноги сняли кожу). Претерпевая пытки, он сообщил: «В 1936 году я случайно встретил З. Ахмадзаде. Он сообщил мне, что является членом секретной организации, возглавляемой Бойукагой Мирсалаевым (также является жертвой репрессий) и хотел чтобы я присоединился к ним. Целью организации также было отделение Талышской области от Азербайджана». По словам Ахундова, он «случайно встретился с З. Ахмедзаде несколько дней спустя. Зульфугар поручил ему направить двух молодых людей в Талыш для пропаганды и что его целью было отделение территории Талыша от Азербайджана». По этому обвинению против Ахмедзаде было возбуждено уголовное дело.
В дальнейшем, как только раны Ширали Ахундова зажили, он письменно заявил, что ему пришлось оклеветать Ахмедзаде чтобы избавиться от пыток: «Меня пытали и заставили оклеветать З. Ахмедзаде. Мои показания были ложными».
15 марта 1938 года был арестован органами НКВД Азербайджанского ССР и осуждён по ст. 64 Уголовного кодекса РСФСР (Измена родине) ОСО при НКВД СССР 23 августа 1938 года, как участник «Ленкоранского филиала контрнационалистической и повстанческо-террористической организации», ставящей «целью отторжение Ленкорани от Азербайджана» и создание «Талышской автономии». Приговором стало 5 лет исправительно-трудового лагеря. Срок отбывал в Кемеровской области, в городе Мариинск.
В ссылке Ахмедзаде также занимается творческой работой в сибирском тюремном лагере, является редактором лагерной газеты, пишет стихотворения. На некоторое время назначается пекарем. Какой-то момент Ахмедзаде в лагере был помещён в карцер на 10 дней. После карцера он начинает часто болеть, у него выпадают волосы, болят ноги. В итоге, не дожив до окончания срока, после тяжёлой продолжительной болезни поэт скончался в больнице города Мариинск (ныне — Кемеровской области) 1 июня 1942 года.
Среди друзей Зульфугара Ахмедзаде была Гюлара Кадирбекова «Köylü qızı» («Дочь села»), которая поддерживала его во время его пребывания в Сибири. Гюлара была общественным деятелем, публицисткой, основательницей и первым редактором журнала «Şərq qadını» («Восточная женщина»). Как и Ахмедзаде, её депортировали в Сибирь. В своих письмах своему сыну Эюбу Ахмедзаде, Зульфугар часто упоминает Гюлару и выражает ей уважение и благодарность.
Одним из ближайших друзей Ахмедзаде был народный поэт Азербайджана Самед Вургун. Со слов сына Зульфугара Эюба известно, что когда его отец находился в изгнании в Сибири, Вургун лично просил Багирова вернуть Ахмедзаде: «Товарищ Багиров, у талышского народа есть единственный революционный поэт, он не виновен, верните его в Азербайджан», на что Багиров сердито ответил, отклонив просьбу: «Самед, ты соображаешь, что говоришь? Тысячи Ахмедзаде ушли, и теперь мне искать этого Ахмедзаде?»
Реабилитирован 9 августа 1956 года СКУД ВС АзССР за отсутствием состава преступления.

## Творчество

Поэма З. Ахмедзаде «Дәвардә ружон», 1932 год

Зульфугар Ахмедзаде — наиболее видный талышский общественный деятель 1930-х годов, один из создателей современного талышского литературного языка.
Автор многих стихотворений и поэм на талышском, азербайджанском и других языках, среди которых особенно известны поэмы «Толыши жимон» («Жизнь Талыша», 1931 год, на талышском, совместно с Музаффаром Насирли), «Дәвардә ружон» («Прошедшие дни», на талышском) и «Арктика дастаны» («Арктическая сага» на азербайджанском, о затонувшем во льдах Арктики советском пароходе «Челюскин»), «Һандә китоб» («Книга для чтения» на талышском, совместно с М. Насирли), «Толышә зывон» 1937 года («Талышский язык», совместно с Г. Алекперовым), «Кырынго» («Журавль» на талышском). Его поэма «Арктика дастаны» («Арктическая сага») была удостоена первого места на литературном конкурсе в 1934 году и Союз писателей Азербайджана вручил Ахмедзаде приз в 5000 рублей. При участии в конкурсе поэму он представлял под псевдонимом «Göyərçin» («Голубь»).

В 1933 году стихотворение Ахмедзаде «Колхоз че сосијализми роје» было переведено с талышского языка на русский Б. Серебряковым под названием «Колхоз — путь к социализму» и опубликовано в журнале «Литературное Закавказье».

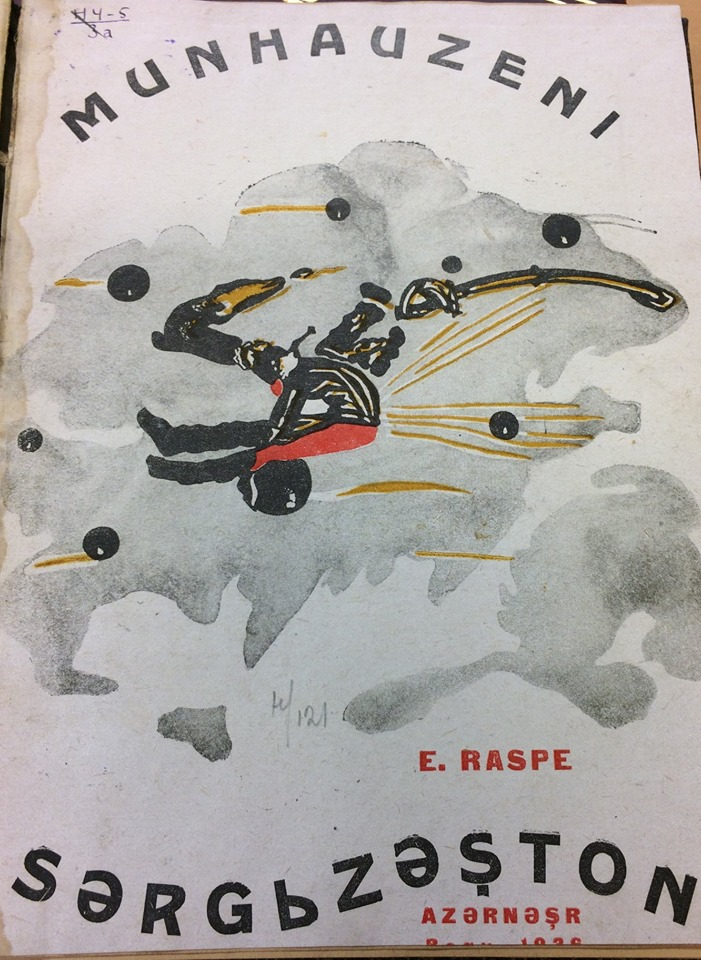
«Munhauzeni Sərgızəşton» («Приключения Мюнхгаузена»). Перевод на талышский язык: Иззат Абдуллаев. Редактор: Зульфугар Ахмедзаде

Ахмедзаде перевёл на талышский язык произведения классиков русской и мировой литературы, написал учебники и учебные пособия по талышскому языку для начальной школы.
Во время сибирской ссылки написал роман «Сибирь» и пьесу «Köylü qızı» («Дочь села») и иные стихотворения.
Проделанная Ахмедзаде работа, его творчество и жизненный путь оказали большое влияние на умы будущих талышских писателей и поэтов. Создание талышского алфавита на латинской основе связано с его именем. Тофиг Ильхом, Али Насир, Ханали Толыш, Ахад Мухтар, Хилгат, Масуд Довран, Валишах и многие другие, пользовались талышской литературной школой Зульфугара Ахмедзаде, и начиная с 1970-х годов сыграли важную роль в развитии талышского литературного языка.
28 октября 1998 года в Ленкорани была проведена конференция, посвящённая 100-летнему юбилею Зульфугара Ахмедзаде, а 29 октября в честь юбилея поэта в городе Астара был проведён концерт.
28 марта 2015 года в Московском доме национальностей прошёл вечер памяти Зульфугара Ахмедзаде, где собрались деятели и активисты талышских диаспоральных организаций Москвы и других городов России. Участники дня памяти выступили с докладами о жизни и творчестве просветителя. Гости мероприятия имели возможность более подробно ознакомиться с политических взглядами Ахмедзаде, узнать о взаимоотношениях с ключевыми фигурами интеллигенции Азербайджанской ССР и с руководством республики.

### Статьи
- «Nəsirli və Mursəlov tərəfindən talış məktəblərinə məxsus yazılmış „İminci kitob“ adlı əlifba haqqında mülahizə» («Обзор алфавита в „Первой книге“, написанной М. Насирли и Шохубом Мурсаловым для талышских школ»), 1930
- «Okruqlarda maarif müəssisələrinin yoxlama yekunları» («Результаты проверок образовательных учреждений в районах»), 1930

### Переводы на талышский язык
- Сеидзаде М. «Nərgiz», («Наргиз»), поэма
- Анри Барбюс, «Yadon iyən duson» («Свои и чужие»)
- Пушкин А. С. «Poz» («Осень»)
- Крылов И. А., «Fil iyən malut» («Слон и моська»)
- Вургун С. «Xuninə vıjor» («Кровавый рынок»)
- Некрасов Н., «Osonə ro» («Железная дорога»)
- Демьян Бедный, «Asp iyən çəx» («Конь и колесо»)
- М. А. Сабир, «Şikayət» («Жалоба»)
- Мушфиг М. «Ҹәбијә дај» «(Дядя Джаби»)
- Бозименски А. «Партбилет № 224332»

### Редакторство в переводах на талышский
- Яковлев А. С. «Амундсени живыш ијән чәј маҹәра» («Жизнь и приключения Роальда Амундсена») (пер. А. Р. Махмудов), 1934
- Дефо Д. «Robinzon Kruzo heyrətinə jimon iyən çəy məcəron» («Робинзон Крузо»), (пер. А. Р. Махмудов), 1935
- Свифт Дж. «Qulliver liliputon məholədə» («Гуливер в стране лилипутов») (пер. Ш. Мурсалов), 1935
- Ахундов С. «Siyo kinəli» («Черная девочка») (пер. И. Абдуллаев), 1935
- Ахундзаде М. Ф. «Чы нәбатәти һәким Мусјо Жордани де ҹадуәкә дәрвиши Мәстәшаһи нәғл» («Повесть о Мусье Жордане — учёном-ботанике и дервише Масталишахе, знаменитом колдуне») (пер. Ш. Мурсалов), 1935
- Андреев Л. Н. «Петкә гыјәдә» («Петька на даче») (пер. Ш. Тагизаде), 1936
- Джек Лондон, «Киши һәхәдә һикајә» (пер. И. Абдуллаев), 1936
- Житков Б. С. "Фил "(«Про слона»), (пер. И. Абдуллаев), 1936
- Чехов А. «Kəştanqə» («Каштанка») (пер. Ш. Тагизаде), 1937
- Джалал М. «Bəyjibə odəm» («Воскресший человек») (пер. Ш. Тагизаде), 1937

## Фотографии

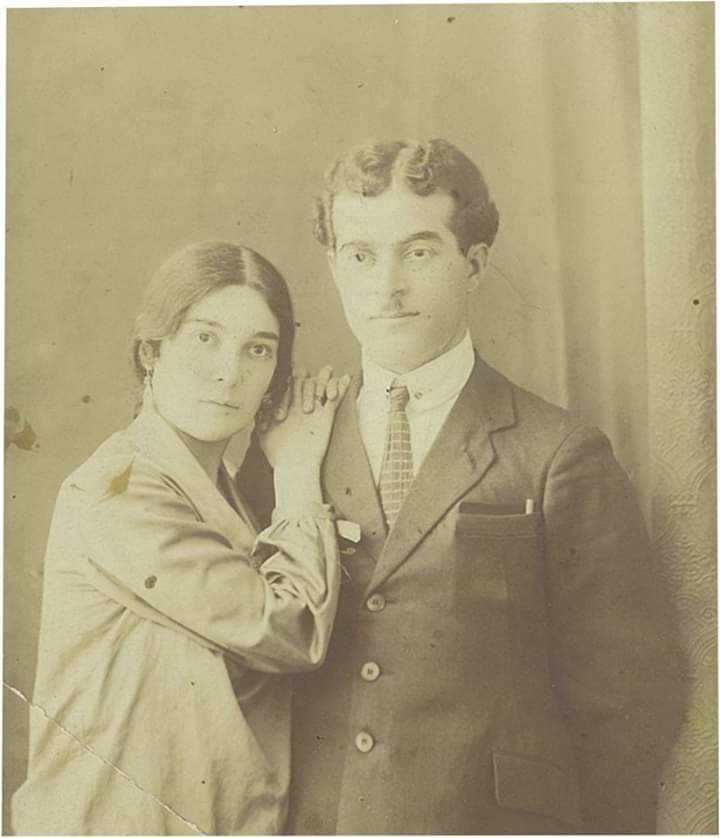
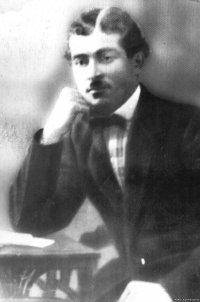
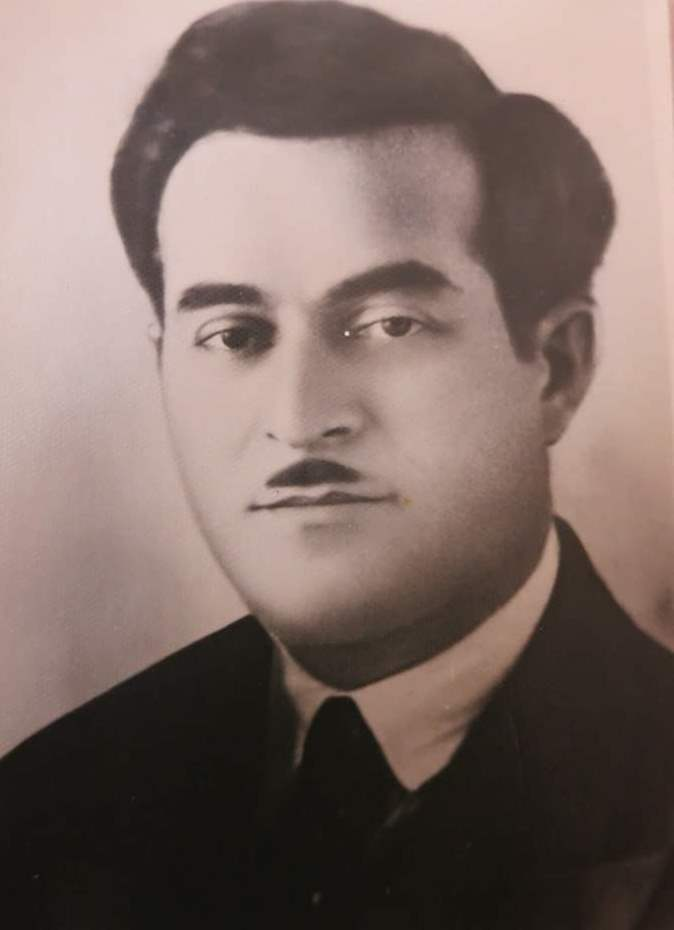

## Публикации
- Allahverdi Bayrami. Azarboyconi tolishon adabiyot, 1 cild. — Boku: MBM, 2013